# Horloge de Beverly

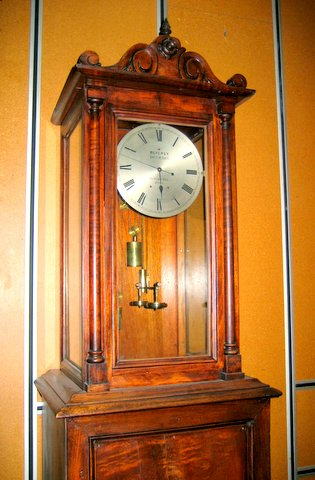
L'horloge de Beverly dans le foyer du département de physique de l'université d'Otago.

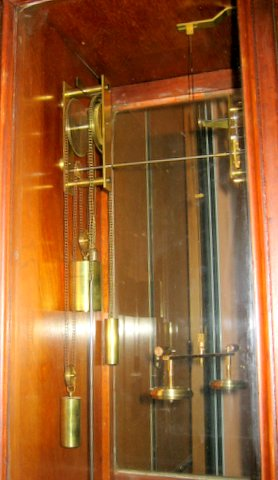
Le mécanisme interne de l'horloge de Beverly avec les chaînes, les pignons et les pendules visibles.

L’horloge de Beverly est une horloge située dans le foyer du département de l’Université d'Otago à Dunedin, Nouvelle-Zélande. Cette horloge fonctionne toujours, bien qu’elle n'ait pas été remontée depuis sa construction en 1864 par Arthur Beverly (en).

## Fonctionnement
Le mécanisme de l'horloge fonctionne grâce aux variations de pression atmosphérique et de température ; des deux, ce sont les variations de température qui sont les plus importantes. Ces perturbations poussent l’air contenu dans une boîte étanche d'un volume d'un pied cube à se contracter et à se dilater, poussant une capsule de Vidie. Une variation de température de 3 °C quotidienne crée assez d'énergie pour soulever un poids d'une livre d'un pouce (énergie de 0,11 joule), ce qui remonte le mécanisme de l'horloge. Ce n'est par contre pas un mouvement perpétuel.
Bien que l'horloge n'ait pas été remontée depuis 1864, elle s'est arrêtée plusieurs fois : lors du nettoyage de mécanisme, à cause de pannes, lors du déménagement du département de physique et quand la température n'a pas assez varié.
La pendule Atmos est une pendule produite par Jaeger-LeCoultre et basée sur un système similaire.

## Sources
- (en) L.E.S. Amon, A. Beverly et J.N. Dodd, « The Beverly clock », European Journal of Physics, vol. 5, no 4,‎ 1984, p. 1 957–197 (DOI 10.1088/0143-0807/5/4/002, Bibcode 1984EJPh....5..195A, lire en ligne [abstract])
- (en) Marc Abrahams, « The Latest on Long-Running Experiments », Annals of Improbable Research, vol. 7, no 3,‎ 2001 (lire en ligne)
- (en) L.E.S. Amon and Hardwicke Knight. "Beverly, Arthur 1822 – 1907". Dictionary of New Zealand Biography. Ministry for Culture and Heritage